# BMR-600
El BMR-600, acrònim de Blindado Medio sobre Ruedas també conegut com a Pegaso 3560, és un transport blindat de personal amfibi d'origen espanyol. Dissenyat a la dècada dels 70 per realitzar missions al camp de batalla, és un blindat versàtil que disposa de múltiples variants per servir de diversos rols durant el combat.
Desenvolupat per ENASA, que en fabricava el buc i el motor, amb l'ajuda de l'exèrcit espanyol, que es va encarregar del blindatge i de l'armament, va entrar en servei l'any 1979 a les Forces Armades d'Espanya i posteriorment es va exportar a diversos estats arribant a una producció de més de 1.000 vehicles. A finals de la dècada dels 90, igual que el VEC-M1, els BMR-600 de l'exèrcit de terra espanyol es van actualitzar i es van canviar de nom a BMR-2 o BMR M1. La modernització va consistir en l'addició de blindatge passiu d'acer, aire condicionat com a estàndard i la substitució del motor per un Scania DS9.
L'any 2012, aquest blindat era el vehicle en actiu més nombrós de l'exèrcit de terra espanyol amb 500 unitats. Tot i això, als conflictes moderns on s'ha desplegat, el seu blindatge de xapes d'alumini reforçat amb peces d'acer s'ha demostrat insuficient contra les mines antitanc i els artefactes explosius improvisats, provocant 28 morts a més a més d'altres ferits de gravetat. Per altra banda, la seva tendència a bolcar també ha costat alguns morts. Per solucionar-ho es va planejar la substitució d'aquests vehicles, però a causa de diversos retards encara formen part dels blindats de primera línia.

## Història
El 1972, la Comisión de Desarrollo de Vehículos Blindados de la Dirección de Investigación del Ministeri de Defensa d'Espanya i la direcció de projectes de l'empresa estatal ENASA van començar a treballar en un projecte conjunt de desenvolupament d'un blindat que complís els requeriments de l'exèrcit espanyol. ENASA s'encarregaria de l'apartat automotiu mentre que l'exèrcit es concentraria en el blindatge i l'armament. El procés de disseny es va allargar fins a l'any 1975. Aleshores, entre 1975 i 1976, es va fabricar un prototip anomenat Pegaso 3.500 que es va provar en un gran ventall de situacions. Aquest model tenia el motor rere el conductor a l'esquerra del buc i l'estació d'armes remota anava a la dreta del motor. Després d'un redisseny els prototips van intercanviar el lloc de l'armament i el motor.
Després d'una comparativa entre el BMR-600, el Véhicule de l'Avant Blindé (VAB) francès de Renault Trucks i el suís MOWAG Piranha, es va escollir el BMR-600 per a l'exèrcit espanyol i va entrar a producció amb una primera comanda de 15 vehicles l'any 1979. Els primers vehicles construïts es van entregar i van entrar en servei aquell mateix any.
El 1982, Egipte va signar un contracte per 250 BMR-600 compost per (217 transports blindats de personal, 13 vehicles de comandament, 10 de recuperació i manteniment i 10 ambulàncies). Les entregues van començar a finals de 1984 i els usen els marines d'Egipte.
El 1983 l'Aràbia Saudita va encomanar 140 BMR-600 per la infanteria de marina saudita, que s'entregarien el 1985.
El 1986 el Perú també va comprar un total de 25 BMR-600. Eren 20 transports blindats de personal, 1 vehicle de comandament i 4 blindats de suport amb una torreta de dos homes equipada amb un canó de 90 mm, també usats pels marines.
El 29 de maig de 1994 l'exèrcit espanyol va aprovar un pla de modernització de 646 BMR-600. Es va substituir el motor per un nou Scania DS9 61A 24S de 310 CV de potència, s'hi va afegir blindatge passiu d'acer, un sistema d'aire condicionat i protecció NBQ. El 2001, ENASA es va adherir al conglomerat Santa Bárbara Sistemas que posteriorment es convertiria en societat anònima que compraria l'estatunidenca General Dynamics. Així, a partir del 2001 seria aquesta empresa la que s'encarregaria de la modernització dels blindats.

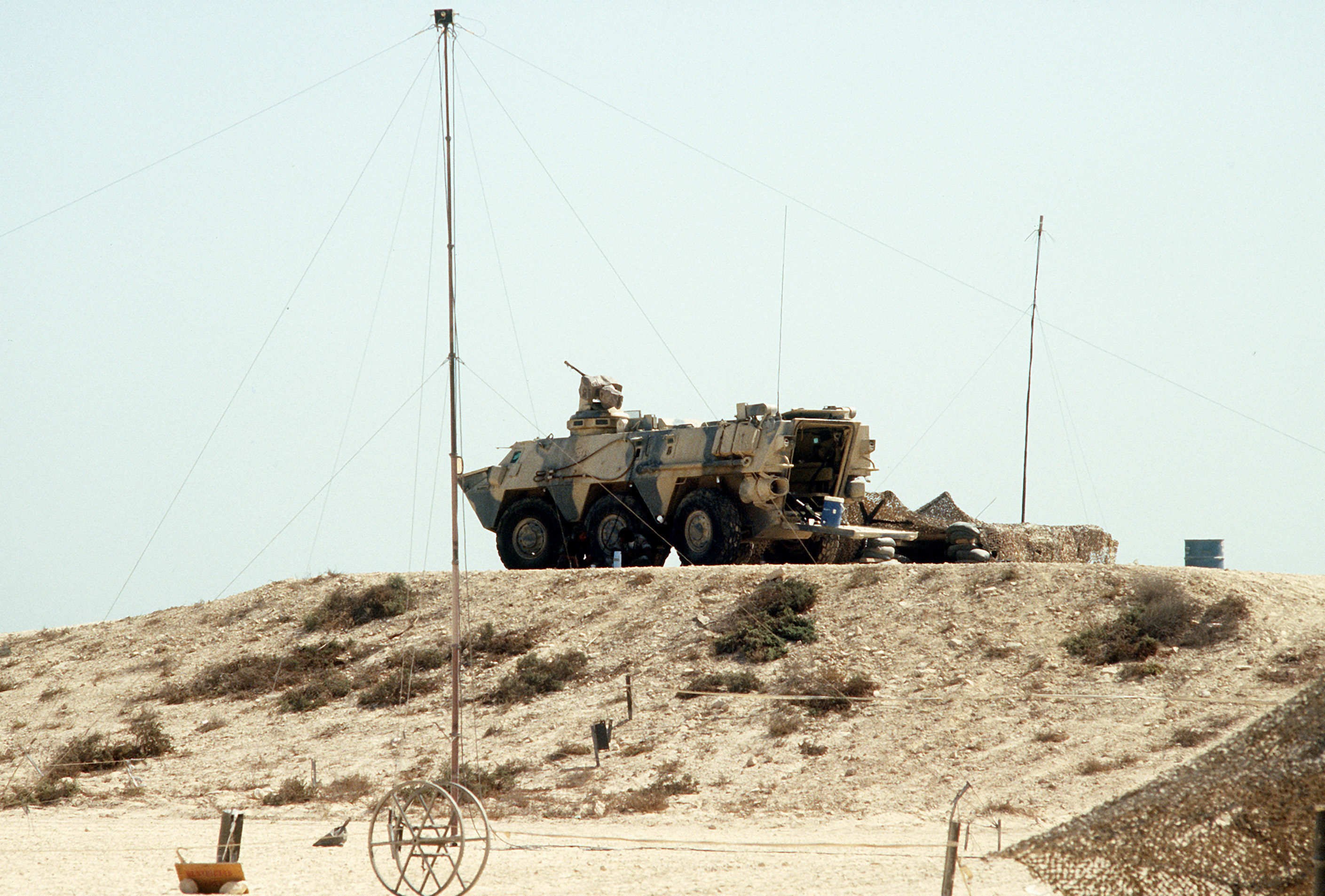
Un BMR-600 egipci estacionat a un camp durant l'Operation Desert Shield el 1991.

El BMR-600 i les seves variants han estat usat extensivament en els diferents conflictes en què s'ha involucrat Espanya. L'any 1991, amb l'esclat de la Guerra de Iugoslàvia, l'ONU acordaria l'enviament d'una força internacional, Espanya hi col·laboraria enviant alguns BMR-600. Amb els atemptats de l'11 de setembre de 2001 es desencadenaria la Guerra contra el terrorisme. L'Iraq i l'Afganistan serien ocupats per tropes internacionals, Espanya també hi enviaria els seus BMR. Finalment, el darrer lloc on s'han usat és al Líban.
Fins al 2012, l'exèrcit espanyol va mantenir en actiu 500 d'aquests vehicles, i encara en fa servir actualment. El 2007 el Ministeri de Defensa espanyol va aprovar un pla de renovació de vehicles blindats que consistia en l'adquisició de 575 blindats RG-MK5E Nyala i LMV Lince, molt protegits contra mines i artefactes explosius improvisats, amb una inversió de 321 milions d'euros.
Aquest programa d'adquisicions constava de tres fases i teòricament havia de permetre la substitució a les missions internacionals dels tot-terreny Aníbal, els VAMTAC (Vehículos de Alta Movilidad Táctica) i els BMR. La primera fase, que es va dur a terme fins al 2009, va resultar en l'entrega de 220 vehicles. La segona fase es va encallar a causa de retards i diversos problemes elèctrics als vehicles i fins a finals de 2014 no es preveu que s'enviïn. Això ha provocat que el BMR encara estigui desplegat a missions internacionals. Finalment, a partir del 2017, es preveu l'adquisició d'un nou vehicle 8x8 fruit d'un desenvolupament internacional conjunt.

## Característiques

### Blindatge i distribució
El cos del BMR-600 és una barcassa feta amb xapes d'alumini soldades. A la part frontal hi ha blindatge espaiat per oferir més protecció. Als BMR M1 actuals s'hi va afegir un blindatge passiu compost per làmines d'acer. Aquesta protecció resisteix, a l'arc frontal, foc d'armes lleugeres d'un calibre de fins a 12,7 mm. A la resta del blindat la protecció es garanteix fins als calibres de 7,62 mm i contra la metralla d'obusos de fins a 155 mm. Per sota del buc el BMR-600 pot aguantar explosions de mines antipersona carregades amb, com a màxim, 3 kg d'alt explosiu. Aquesta protecció s'ha demostrat insuficient als conflictes actuals: els IED i les mines antitancs han reeixit penetrar diversos cops al vehicle, matant tripulants.

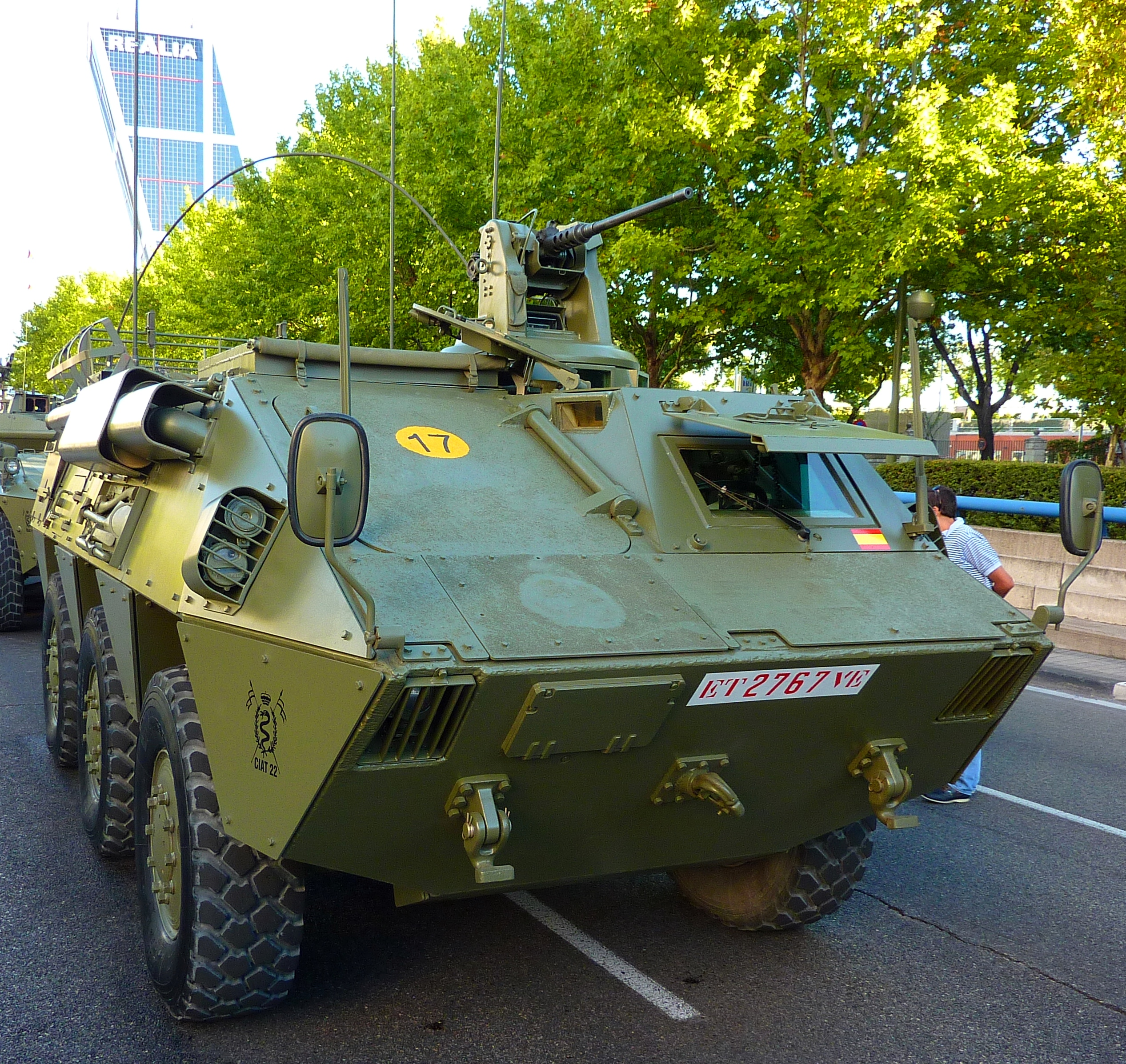
Un BMR M1 "Mercurio" de transmissions desfilant a Madrid. Al darrere s'hi pot veure un dels gratacels de la Porta d'Europa.

La forma del vehicles és rectangular amb un gran sortint al davant, formant una petita proa per quan ha de d'avançar per l'aigua. Sobre aquesta proa hi ha una planxa metàl·lica que s'ha d'abatre quan va per l'aigua per evitar que s'enfonsi. Els laterals són lleugerament inclinats cap a l'interior, i el darrere del blindat és inclinat cap a fora. L'estació d'armes remota, que pot rotar 360°, està col·locada sobre una cúpula amb periscopis, al davant i a l'esquerra del vehicle. Tot el conjunt s'aguanta sobre 6 rodes tractores independents.
El BMR-600 té tres compartiments: el compartiment del conductor, el de tropa i el del motor. El del conductor és al frontal esquerra del blindat i disposa d'una escotilla damunt seu per sortir. A la seva dreta, també al davant, hi ha el compartiment del motor que es pot examinar mitjançant una portella que hi ha al frontal del buc, les entrades d'aire són a sobre i el tub d'escapament està situat al lateral dret, exteriorment. Darrere del conductor hi ha l'operador de ràdio/artiller, just a sota la torreta TC-3, que també connecta amb el compartiment de tropa. Aquesta darrera part disposa de dues grans portelles al sostre i una altra que ocupa tot el darrere del vehicle, que es pot abatre hidràulicament. També es pot sortir pel darrere fent servir una porta convencional que hi ha a l'esquerra de l'escotilla abatible, per si aquesta fallés. Depenent del model al compartiment de la infanteria hi poden haver fins a 6 espitlleres, als laterals i al darrere, per disparar amb les armes personals des de dins del blindat.
El BMR-600 també pot incorporar un sistema de protecció contra agents NBQ (nuclears, biològics i químics), més sistemes de telecomunicacions, un sistema de navegació per satèl·lit, 6 llançagranades amb granades de fum al lateral esquerra del buc i aire condicionat. Per altra banda, el compartiment del motor disposa d'un detector i supressor automàtic d'incendis.

### Armament
L'armament del BMR-600, normalment, és una metralladora Browning M2HB de 12,7 mm que va controlada des de l'interior del vehicle amb una torreta controlada mecànicament. El muntatge permet que l'arma roti 360° i tingui un arc de foc vertical de 75º, amb una elevació que va des dels -15º fins al 60º. Aquesta variant de la mundialment utilitzada Browning M2, dissenyada durant la Primera Guerra Mundial, està fabricada amb un canó més pesant que en facilita la refrigeració per aire. Té un abast efectiu de 2.000 metres amb una cadència de foc de 500 bales per minut. La seva munició, cartutxos de calibre 12.7x99mm NATO, és molt efectiva contra vehicles lleugers i infanteria.
A més a més, segons la variant, el BMR-600 pot dur altre armament com: una metralladora MG1A1 de 7,62 mm, un llançagranades automàtic LAG-40, un llançamíssils per míssils antitancs guiats MILAN, un llançamíssils per míssils antitancs guiats TOW, un morter pesant L-65 de 120 mm o un morter LN M-85 de 81 mm.

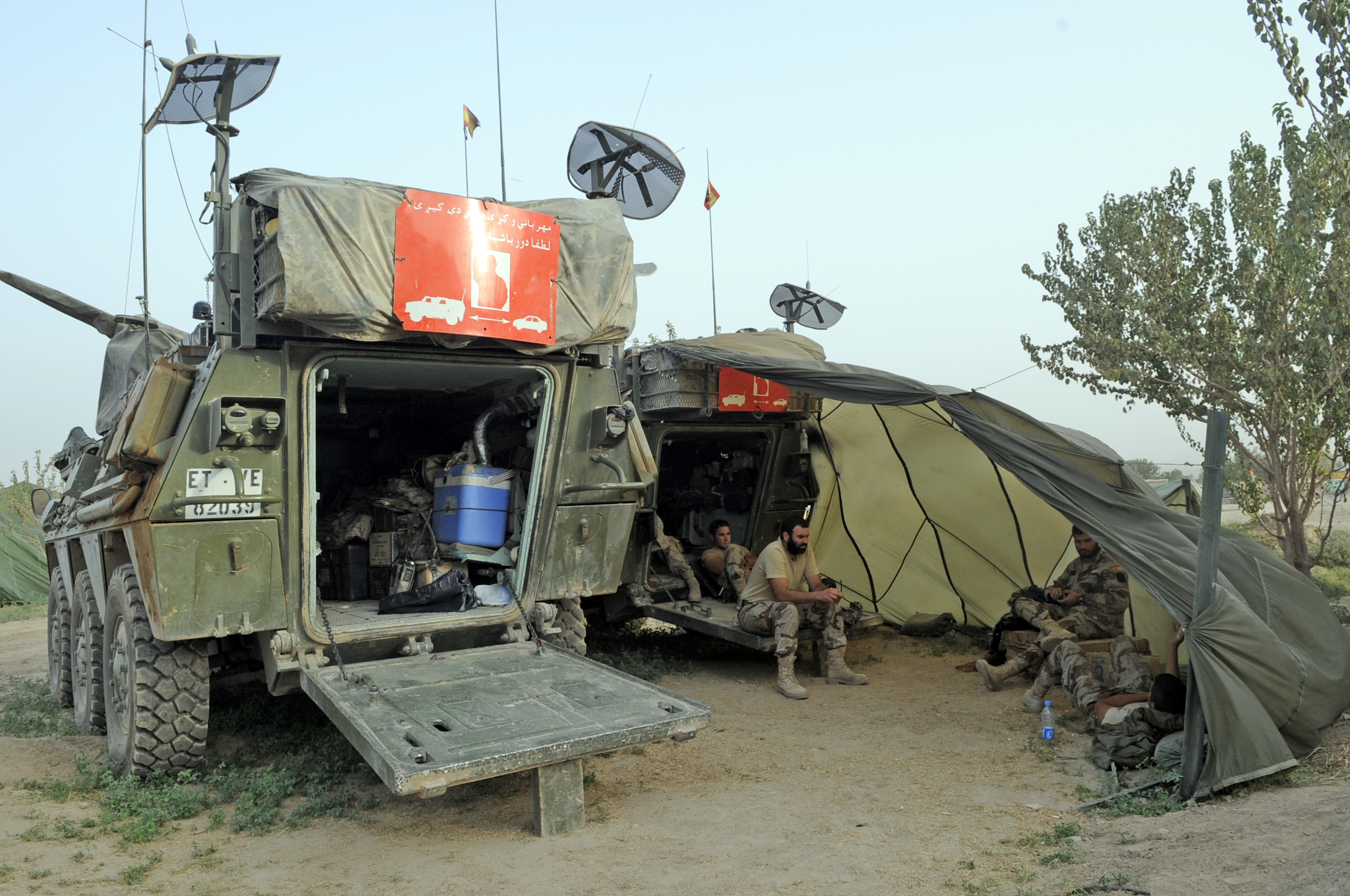
Paracaigudistes espanyols descansant darrere uns BMR-2 després d'uns exercicis l'any 2008 a Bala Murghab, Afganistan.

### Sistema motor
El motor inicial que duia el BMR-600 era un dièsel Pegaso 9157/8 de 306 CV. L'any 1996, després de guanyar una competició, Scania Hispania va guanyar el contracte per subministrar 700 motors Scania DS9 a Santa Bárbara Sistemas. Aquests motors, més compactes i amb un consum més eficient, haurien de substituir els que tenien el VEC-M1 i el BMR-600 de l'exèrcit espanyol.
L'Scania DS9 és un motor dièsel de sis cilindres en línia que pot desenvolupar 310 CV a 2.200 rpm. Com que ocupava menys espai i era més lleuger que el Pegaso, aquest motor va permetre afegir blindatge addicional al BMR-2.
Aquest motor va acoblat a una transmissió automàtica amb sis marxes endavant i una endarrere, també incorpora un convertidor de parell i un retardador hidràulic. Finalment, per poder girar amb més facilitat, el BMR-600 disposa de direcció assistida al primer i tercer eix.
La suspensió és independent per cada una de les 6 rodes motrius i és una combinació de tipus hidropneumàtic i MacPherson. Això permet que cada roda es pugui aixecar o abaixar 275 mm, segons el terreny que estigui creuant. Els pneumàtics són a prova de punxades.
Aquest conjunt permet que el BMR-600 assoleixi velocitats d'aproximadament 100 km/h en carretera amb un abast màxim d'uns 700 km amb 385 L de carburant. La mobilitat del blindat és considerable, pot superar pendents del del 60%, talussos laterals del 30%, obstacles verticals de 0,6 m i trinxeres o forats d'1,2 m. Per altra banda, el radi de gir circular és de 7,5 m.

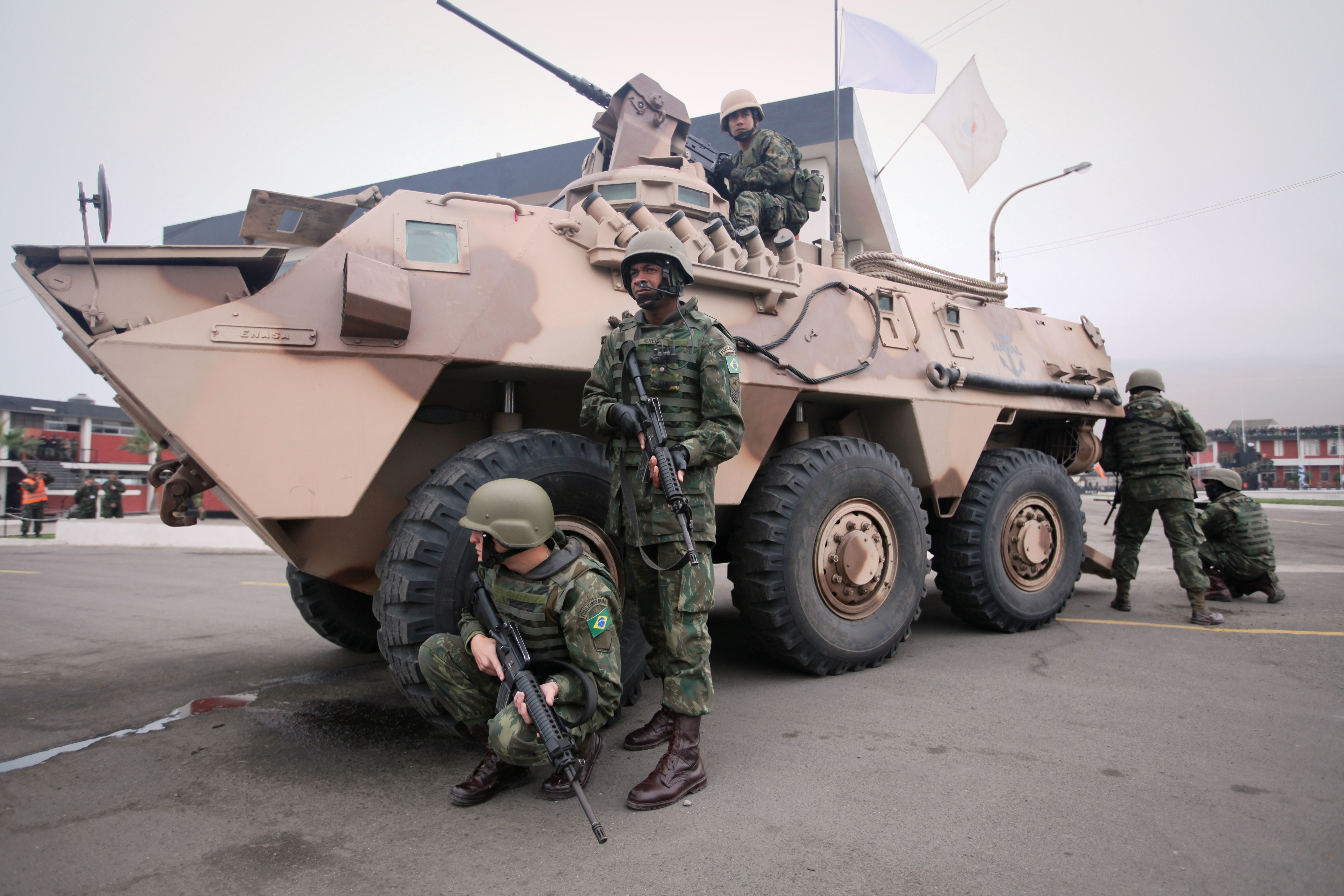
Un BMR-600 de la infanteria de marina peruana durant unes maniobres conjuntes entre diversos països americans.

A més a més, el BMR-600 és totalment amfibi, sent impulsat a l'aigua per les mateixes rodes o per uns jets opcionals. Sense els jets la velocitat per aigua és de 4,5 km/h, mentre que si s'instal·len els jets pot arribar als 10 km/h per aigua. Abans d'entrar a l'aigua, per poder flotar, s'ha d'abaixar una aleta de compensació que es plega cap endarrere sobre la proa del blindat i s'han d'engegar les bombes de sentina, per treure l'aigua que s'escola dins.

### Equip electrònic i òptic
En l'apartat electrònic el BMR-600 porta de sèrie un sistema de detecció i apagat automàtic d'incendis al compartiment del motor. Després de la modernització es van afegir pilots al panell del conductor, que alerten de possibles errades dels sistemes, per facilitar-ne el manteniment. Opcionalment s'hi pot afegir un sistema de navegació per satèl·lit i un visor nocturn pel conductor.
El BMR-600 ofereix una sèrie de sistemes òptics perquè la tripulació pugui observar l'entorn. El conductor disposa d'un gran parabrisa rectangular blindat al davant, que es pot protegir amb una planxa metàl·lica abatible, i de dues petites finestres als laterals. L'artiller/operador de ràdio, que està sota la torreta mecànica TC-3 de Santa Bárbara Sistemas, disposa de 8 periscopis que li ofereixen una visió de 360°. Finalment, segons el model, els soldats poden tenir fins a 6 visors i espitlleres per disparar als laterals i al darrere del blindat.

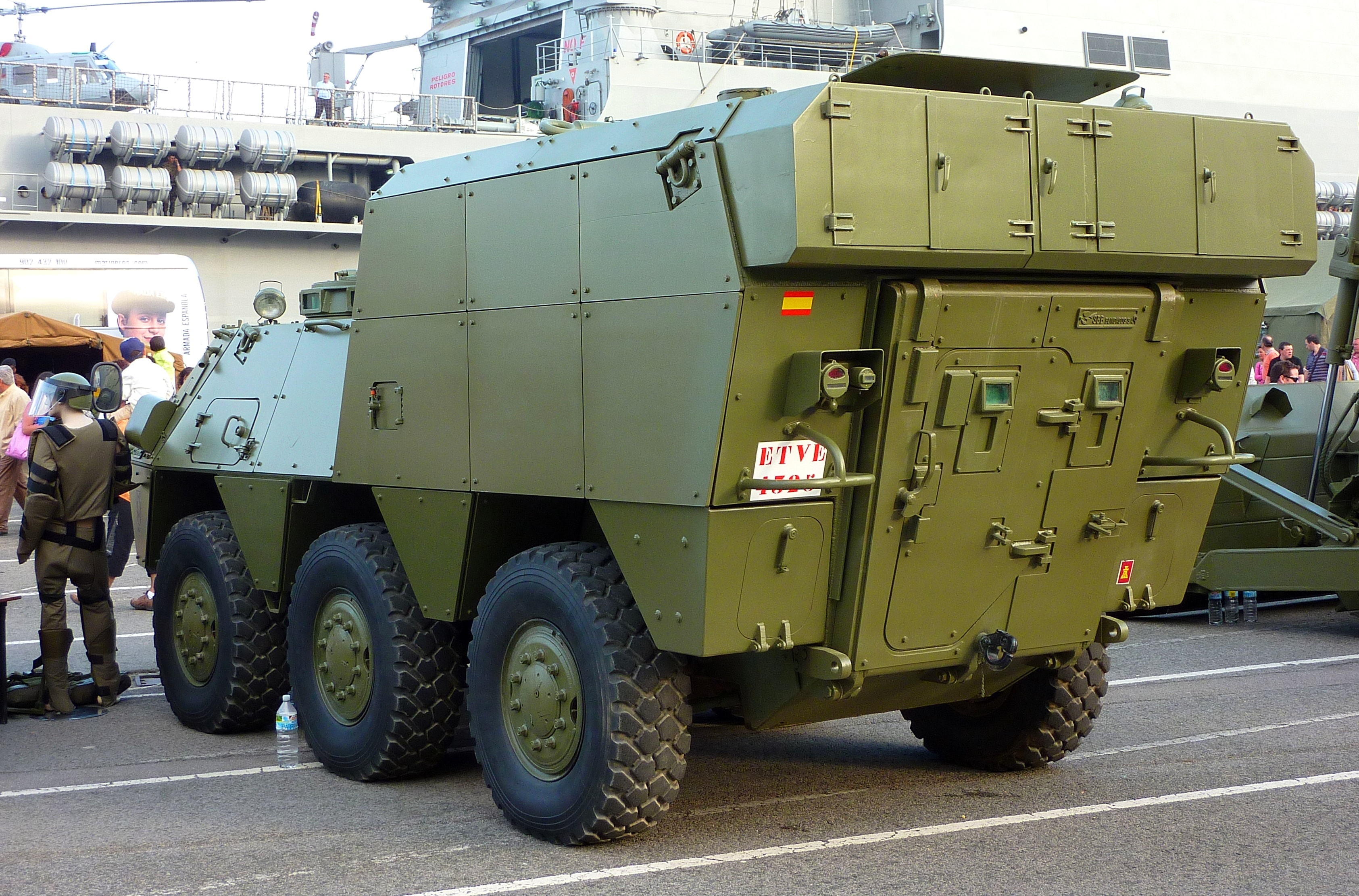
Un BMR M1 EDEX, pels equips de desactivació d'explosius, on es pot veure l'ampliació del compartiment de tropa.

## Variants
El BMR-600, igual que d'altres blindats multi-rol, disposa de múltiples variants que en modifiquen les característiques per adaptar-los a diferents usos:
- BMR 3560.50 o BMR-PP (Porta Personal). Variant bàsica que es pot equipar amb la metralladora Browning M2HB o que es pot canviar per un llançagranades automàtic LAG 40.
- BMR EDEX (Equipo de Desactivación de Explosivos). Versió del BMR pels equips de desactivació d'explosius. La part del darrere és més gran, com als models d'ambulància i comandament.
- BMR C/C MILAN. Model caçatancs equipat amb una llançadora de míssils antitancs filoguiats MILAN.
- BMR C/C TOW. Una altra versió antitancs equipada amb míssils BGM-71 TOW.
- BMR 3560.57. Prototip de caçatancs armat amb míssils HOT.
- BMR VCZ (Vehículo de Combate de Zapadores). Variant equipada amb una pala per empènyer al davant i un cabrestant capaç d'arrossegar pesos de fins a 7 tones.

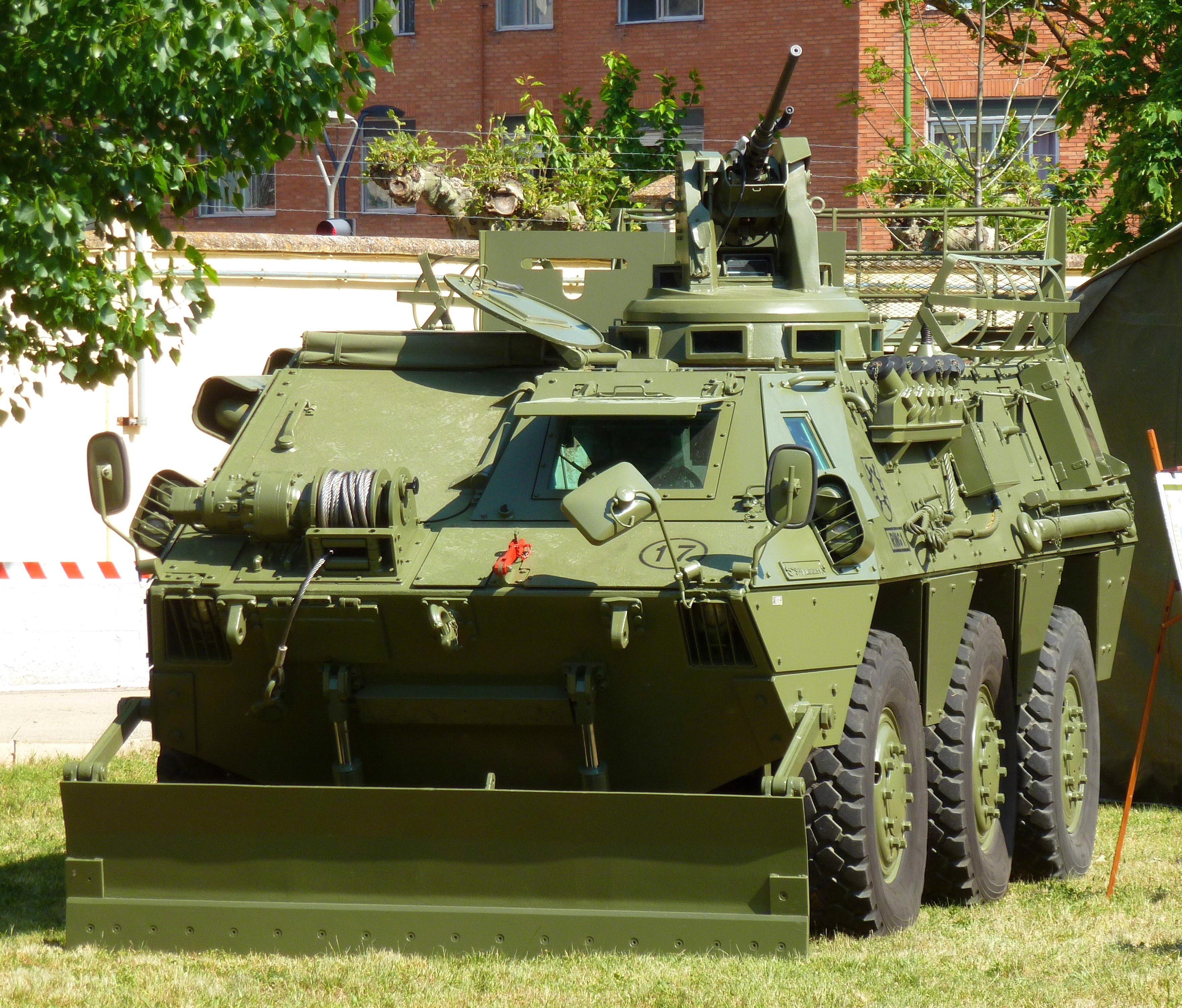
Un BMR M1 VCZ, la variant de sapadors, equipat amb la pala i l'argue l'any 2012.

- BMR VRAC-NBQ (Vehículo de Reconocimiento de Áreas Contaminadas). Vehicle de reconeixement de zones contaminades per agents nuclears, biològics o químics.
- BMR GEL (Guerra Electrónica). Plataforma equipada amb sistemes de guerra electrònica.
- BMR 3560.51 (BMR-PC) (Puesto de Mando). Vehicle de comandament amb un compartiment de tropa més gran i elevat, equipat amb més aparells de telecomunicacions per dirigir els combatents.
- BMR 3560.53E (BMR-PM-81) (Portamortero). Blindat de suport equipat amb un morter ECIA L-65/81 de 81 mm.
- BMR 3560.59E (BMR-PM-120) (Portamortero). Versió equipada amb un morter ECIA L-65/120 de 120 mm.
- BMR 3560.54 (BMR AMB) (Ambulancia). Conversió del BMR en ambulància de campanya, amb un compartiment de tropa ampliat i elevat per dur els ferits.
- BMR 3560.55 (BMR-Recup) (Recuperación). Blindat lleuger de reparacions equipat amb una grua, un argue i barres per remolcar altres vehicles.
- BMR 3560.56 o BMR Mercurio 2000. Variant de transmissions.
- VMA (Vehículo Mecanizado Anfibio). Dissenyat per la Infanteria de Marina espanyola, i amb unes capacitats amfíbies millorades, no va passar de la fase de prototip.